# Martin Pöt Stoldt
Martin Pöt Stoldt (* 1963 in Oberhausen; † 2023) war ein deutscher Sachbuchautor.

## Leben
Stoldt stammte aus einer alteingesessenen norddeutschen Familie. Er hatte drei Geschwister und wuchs unter anderem in Oberhausen, Mülheim an der Ruhr und Duisburg auf.
2004 gründete Stoldt unter seinem Namen „Pöt“ das Internetforum Der Sauerteig – das unbekannte Wesen, das derzeit größte deutschsprachige Backforum zum Thema Sauerteig. 2009 veröffentlichte er sein erstes Sachbuch über Sauerteig. Der Titel liegt mittlerweile in der 11. Auflage (2019) vor. 2017, 2018 und 2020 erschienen weitere Sachbücher in der Buchreihe „Erfolgreich backen mit Pöt“ im Verlagshaus Eugen Ulmer in Stuttgart.
Stoldt war jüdischen Glaubens. Er hielt zum Thema Judentum im süddeutschen Raum verbreitet Vorträge, unter anderem auch für die Landeszentrale für politische Bildung Baden-Württemberg. Er leitete interreligiöse Arbeitskreise und feierte in Buttenhausen öffentlich jüdische Feste.
Seit 2012 war Stoldt als IT-Berater in Münsingen selbstständig. Er war geschieden und hatte eine Tochter.

## Werke
- Der Sauerteig – das unbekannte Wesen: Herstellen, Führen, Pflegen und Backen leichtgemacht, 2007, Stuttgart, Eugen Ulmer, 11. Auflage=2019, ISBN 978-3-8186-0809-5
- Gutes Brot braucht Zeit: Backen mit langer, kalter Teigführung und eigener Hefe.  2017, Stuttgart, Eugen Ulmer, 2017, ISBN 978-3-8001-5653-5
- Glutenfrei Brot und Kuchen backen – endlich verständlich: Grundlagen, Techniken und Rezepte.   2018, Stuttgart, Eugen Ulmer, ISBN 978-3-8186-0265-9
- Backen ohne Hefe und Sauerteig: Brot und Gebäck mit Backferment, Weinstein & Co. 2020, Stuttgart, Eugen Ulmer, ISBN 978-3-8186-0694-7